# Per Stig Møller
Per Stig Møller (ur. 27 sierpnia 1942 we Frederiksbergu) – duński polityk, wieloletni deputowany, minister środowiska w latach 1990–1993, minister spraw zagranicznych od 2001 do 2010, następnie do 2011 minister kultury. Przewodniczący Konserwatywnej Partii Ludowej w latach 1997–1998.

## Życiorys

### Wykształcenie i działalność zawodowa
Syn Poula Møllera, byłego ministra finansów, i Lis  Møller, dziennikarki. Oboje rodzice byli członkami parlamentu. Per Stig Møller w 1967 ukończył literaturę porównawczą na Uniwersytecie Kopenhaskim. W 1973 uzyskał doktorat z literatury.
W latach 1973–1974 był redaktorem działu kultury w Danmarks Radio. Od 1974 do 1975 wykładał na paryskiej Sorbonie. Następnie powrócił do pracy w państwowym radiu. W latach 1976–1979 zajmował stanowisko wicedyrektora działu kultury i społeczeństwa, w latach 1979–1984 był menedżerem programowym, w okresie 1985–1987 wiceprzewodniczącym i przewodniczącym rady nadzorczej radia. Poza tym, od 1969 do 1972, był komentatorem w duńskim dzienniku "Berlingske Tidende".

### Działalność polityczna
Per Stig Møller w 1984 wszedł po raz pierwszy w skład Folketingetu (duńskiego parlamentu) z ramienia Konserwatywnej Partii Ludowej. Od tego czasu skutecznie ubiegał się o reelekcję w każdych kolejnych wyborach do 2011 włącznie. W latach 1987–1990, 1994–1996 oraz 1998–2001 był członkiem Rady Europy. Od 18 grudnia 1990 do 25 stycznia 1993 zajmował stanowisko ministra środowiska w gabinecie premiera Poula Schlütera.
W parlamencie, od 1994 do 2001, był członkiem Komisji Polityki Zagranicznej, a od 1994 do 1996 stał na czele Komisji Polityki Bezpieczeństwa. W latach 1997–1998 pełnił funkcję przewodniczącego Konserwatywnej Partii Ludowej. Od 1998 do 2001 był rzecznikiem partii ds. polityki zagranicznej. 27 listopada 2001 objął stanowisko ministra spraw zagranicznych w gabinecie Andersa Fogh Rasmussena. Zachował je również w rządzie Larsa Løkke Rasmussena. 23 lutego 2010 został przez niego mianowany ministrem kultury. 8 marca objął również stanowisko ministra ds. kościelnych. Zajmował te stanowiska do 3 października 2011.

## Odznaczenia
- Komandor 1. Stopnia Orderu Danebroga (Dania, 2002)
- Krzyż Wielki Orderu Feniksa (Grecja)
- Krzyż Wielki Orderu Gwiazdy Polarnej (Szwecja)
- Krzyż Wielki Orderu Krzyża Południa (Brazylia)
- Krzyż Wielki Orderu Zasługi (Litwa)
- Krzyż Wielki Orderu Krzyża Ziemi Maryjnej (Estonia)
- Krzyż Wielki Orderu Korony Dębowej (Luksemburg)
- Krzyż Wielki Orderu Zasługi (Niemcy)
- Krzyż Wielki Orderu Lwa (Senegal)
- Komandor Orderu Sztuki i Literatury (Francja)
- Order Stara Płanina I klasy (Bułgaria)[2]